# Wspólnota administracyjna Geithain
Wspólnota administracyjna Geithain (niem. Verwaltungsgemeinschaft Geithain) – dawna wspólnota administracyjna w Niemczech, w kraju związkowym Saksonia, w powiecie Lipsk. Siedziba wspólnoty znajdowała się w mieście Geithain. Do 29 lutego 2012 w okręgu administracyjnym Lipsk. 1 lipca 2017 wspólnota została rozwiązana a gmina Narsdorf została przyłączona do miasta Geithain.
Wspólnota administracyjna zrzeszała jedną gminę miejską oraz jedną gminę wiejską: 
- Geithain
- Narsdorf